# Gare de Concarneau
La gare de Concarneau est une gare ferroviaire française, fermée, de la ligne de Rosporden à Concarneau, située à proximité du centre-ville de Concarneau, dans le département du Finistère, en région Bretagne.
Elle est mise en service en 1883 par la compagnie du chemin de fer de Paris à Orléans (PO). Fermée au service des voyageurs en 1959, elle est également fermée à celui des marchandises dans les années 1980. Le bâtiment reste utilisé par une boutique SNCF, avec guichet, jusqu'à sa fermeture en janvier 2016. Un service de navettes en cars TER Bretagne assure des correspondances avec la gare de Rosporden.

## Situation ferroviaire
Établie à 23 mètres d'altitude, la gare en cul-de-sac de Concarneau est située au point kilométrique (PK) 679,724 de la ligne de Rosporden à Concarneau (voie unique), après la halte de La Boissière.
La gare est incluse dans la section de la ligne fermée entre les PK 671,700 et 679,974.

## Histoire
La desserte de la ville et du port de Concarneau est envisagée dès les premiers projets de la grande ligne de pénétration de la Bretagne sud. C'est le plan Freycinet, en 1879, qui réactive ce projet. La déclaration d'utilité publique (DUP) pour un embranchement de la gare de Rosporden à Concarneau est promulguée le 23 juillet 1879, permettant à l'État d'entreprendre les travaux de la construction des 15 kilomètres de voie unique. Deux jours avant l'ouverture, qui intervient le 30 juin 1883, il signe une convention rétrocédant la ligne à la compagnie du PO. Cet accord est confirmé par la loi du 20 novembre 1883.
L'inauguration a lieu le dimanche 1er juillet 1883, les concarnois sont présents en nombre devant leur gare, bien qu'édifiée sur la commune voisine de Beuzec-Conq, la gare toute neuve est décorée par des banderoles et des drapeaux. Le train inaugural, tracté par une locomotive à vapeur noire, est accueilli en musique, la fanfare jouant la Marseillaise. On descend en cortège, par le Grand-Chemin vers le centre ville et ses halles où est dressé un banquet de 150 couverts qui va être ponctué par les discours des officiels, notamment Roulland maire, le préfet et Hémon le député. Rapidement le Grand-Chemin est rebaptisé avenue de la gare.

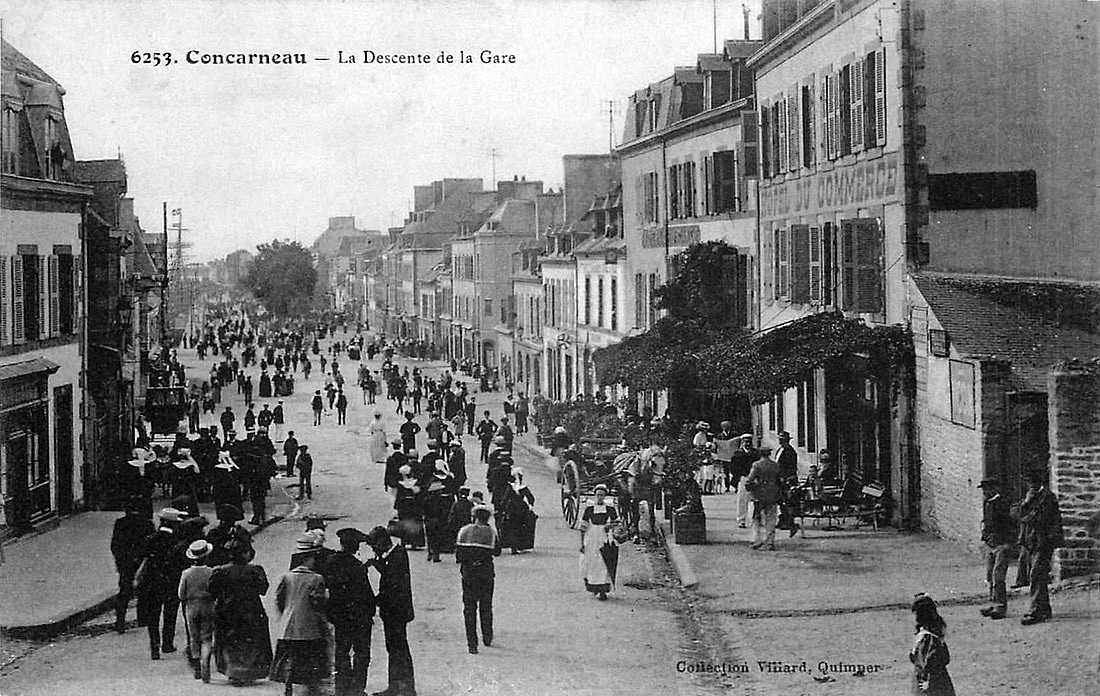
Les voyageurs descendent de la gare vers le port.

Les années qui suivent, la gare tient ses promesses. Le trafic marchandises se développe avec notamment l'activité du port de pêche qui permet le chargement des trains de marée, on ajoute un bâtiment spécifique pour les poissons qui sont apportés en caisses ou en paniers par des voitures à cheval, les autres marchandises et colis disposant d'un local séparé. Le trafic voyageurs n'est pas en reste avec les touristes et la promenade dominicale des habitants.
À la fin du XIXe siècle la ville portuaire va bénéficier d'une nouvelle desserte ferroviaire, avec l'arrivée de la ligne à voie métrique de Quimperlé à Concarneau, via Pont-Aven. Cette ligne d'intérêt local initiée et financée par le conseil général du Finistère, est construite en deux étapes avant d'être gérée par la Compagnie des chemins de fer départementaux du Finistère. Les 21 km de Quimperlé à Pont-Aven sont ouverts en 1894 et les 17 km de Pont-Aven à la nouvelle gare de Concarneau-Ville en 1903. En 1908 la gare est reliée à celle de Concarneau-Ville par une voie métrique de 1 km construite à travers la ville, cela permet le transbordement des marchandises.
En 1929 le maire adresse une demande de modernisation, réclamant le téléphone et l'électricité pour remplacer l'antique « lampe à huile Carcel ». Pour justifier ces investissements il indique un trafic annuel de 100 000 voyageurs et 50 000 wagons.
Le service des voyageurs est une première fois officiellement fermé le 6 février 1939, dans le cadre des mesures de coordination. Du fait de la Seconde Guerre mondiale ce trafic est rétabli de septembre à décembre 1939 puis rouvert le 6 octobre 1941. L'importance du nombre de voyageurs empruntant la halte de La Boissière entraine l'annulation des mesures de coordination de la ligne. La fermeture de la gare au service des voyageurs est effective le 4 octobre 1959.
Le service des marchandises voit la fin des trains de marée en 1974 et celle d'une desserte régulière par des trains de fret dans les années 1990. Le tout dernier train à quitter la gare, est un chargement de matériel au mois de septembre 1998.
La gare conserve son bâtiment voyageurs avec un guichet, ouvert en semaine, jusqu'à la fermeture de la « boutique SNCF » en janvier 2016. Ce guichet est ensuite transféré, le 1er mars 2016, dans les bureaux de l'agence Coralie, quai de l'aiguillon, ouverte du lundi au samedi.

## Patrimoine ferroviaire
En 2019, il n'y a plus de voies, tandis que les bâtiments annexes ont disparu. L'emprise est parfois utilisée par d'autres activités.

La gare après la fermeture
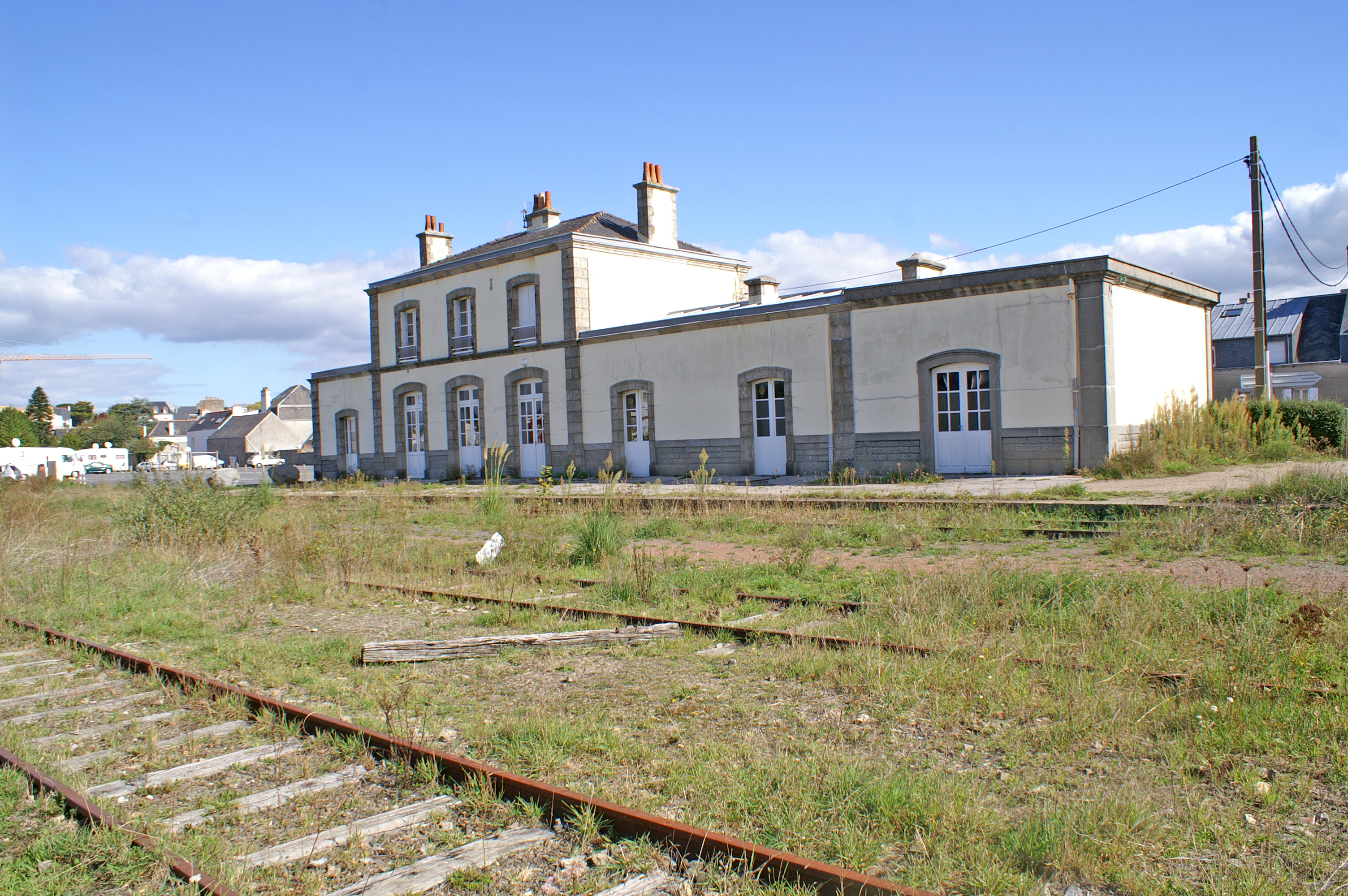
En 2010.
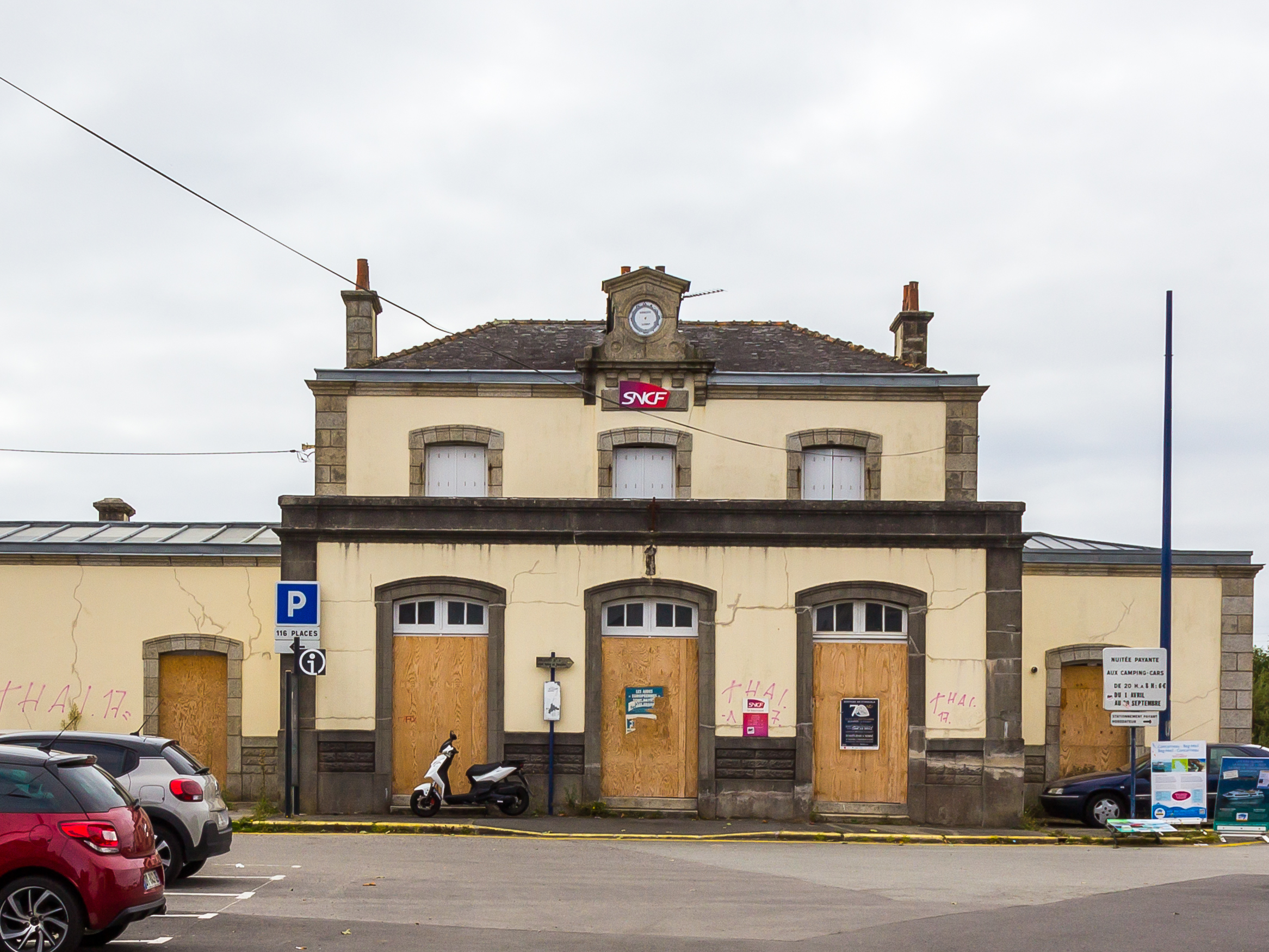
En 2018.
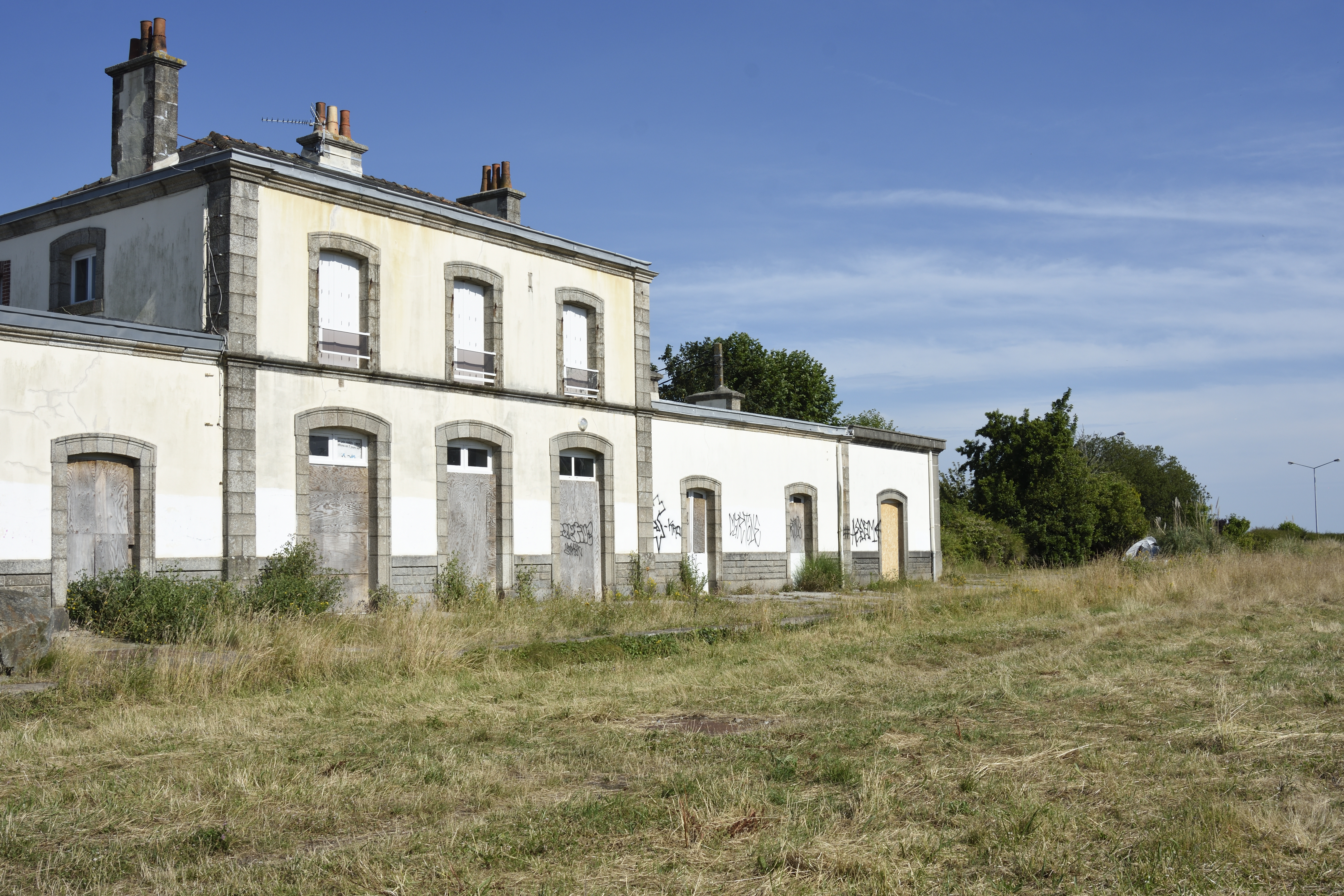
En 2019.

## Projet: aménagement du quartier de la Gare
La friche ferroviaire de la gare a une superficie de quatre hectares situés à proximité immédiate du centre ville, du port et de la ville close. Le projet prévoit, sur l'ancienne emprise des voies, un quartier d'habitation d'environ 240 logements, un espace commercial composé de « petites surfaces » autour de l'ancienne place de la gare et la réhabilitation et la réaffectation de l'ancien bâtiment voyageurs en « équipement public »,.
Ce projet devient possible après la révision simplifiée, en 2013, du Plan local d'urbanisme PLU. En 2018, le projet de réutilisation de l'emprise ferroviaire en « quartier de la gare » prend forme en 2018 avec un temps de concertation en décembre. La concertation, qui inclut une démarche participative, se termine à la fin du premier semestre de 2019.
Les étapes suivantes du projet sont la mise en instruction du dossier pour obtenir les autorisations de construire, qui doit durer jusqu'à la fin du mois de décembre 2020, et enfin l'ouverture du chantier, prévue en 2021.